# Alfons Oehy
Alfons Oehy (* 2. Juli 1926; † 19. Februar 1977 nahe Flums) war ein Schweizer Schwimmer, der auf Bruststrecken spezialisiert war.

## Erfolge
Alfons Oehy nahm an den Olympischen Spielen 1952 in Helsinki teil, bei denen er auf der Strecke über 200 Meter Brust antrat. In seinem Vorlauf erzielte er eine Zeit von 2:54,8 Minuten und belegte mit dieser den siebten Platz, womit er den Einzug ins Halbfinale verpasste.
Oehy starb nahe Flums bei einem Skiunfall.